# Rizhao
Rizhao (日照 ; pinyin : Rizhao ; EFEO : Ji-tchao) est une ville du sud-est de la province du Shandong en Chine.

## Subdivisions administratives
La ville-préfecture de Rizhao exerce sa juridiction sur quatre subdivisions (deux districts et deux xian) :
- le district de Donggang - 东港区 Dōnggǎng Qū ;
- le district de Lanshan - 岚山区 Lánshān Qū ;
- le xian de Wulian - 五莲县 Wǔlián Xiàn ;
- le xian de Ju - 莒县 Jǔ Xiàn.

## Accès
Une route à huit voies mène à l'agglomération, bien que la circulation reste clairsemée pour le moment, à la différence du port, très animé, où arrivent d'énormes cargaisons de minerai de fer.

## Culture
Une partie de l'intrigue du film Chongqing Blues s'y déroule.

## Galerie

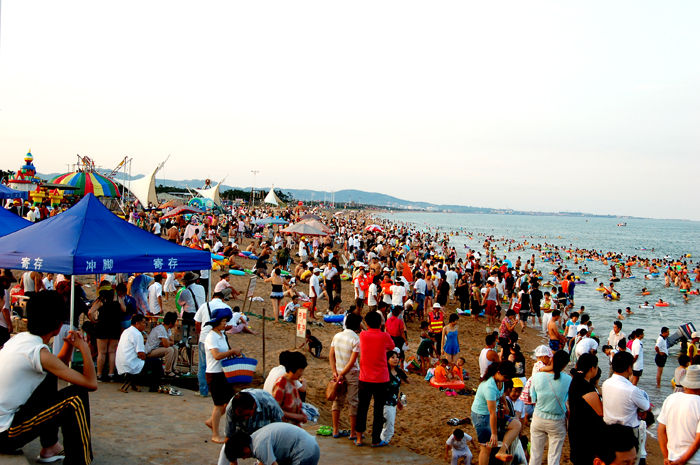
Plage Wanping Kou
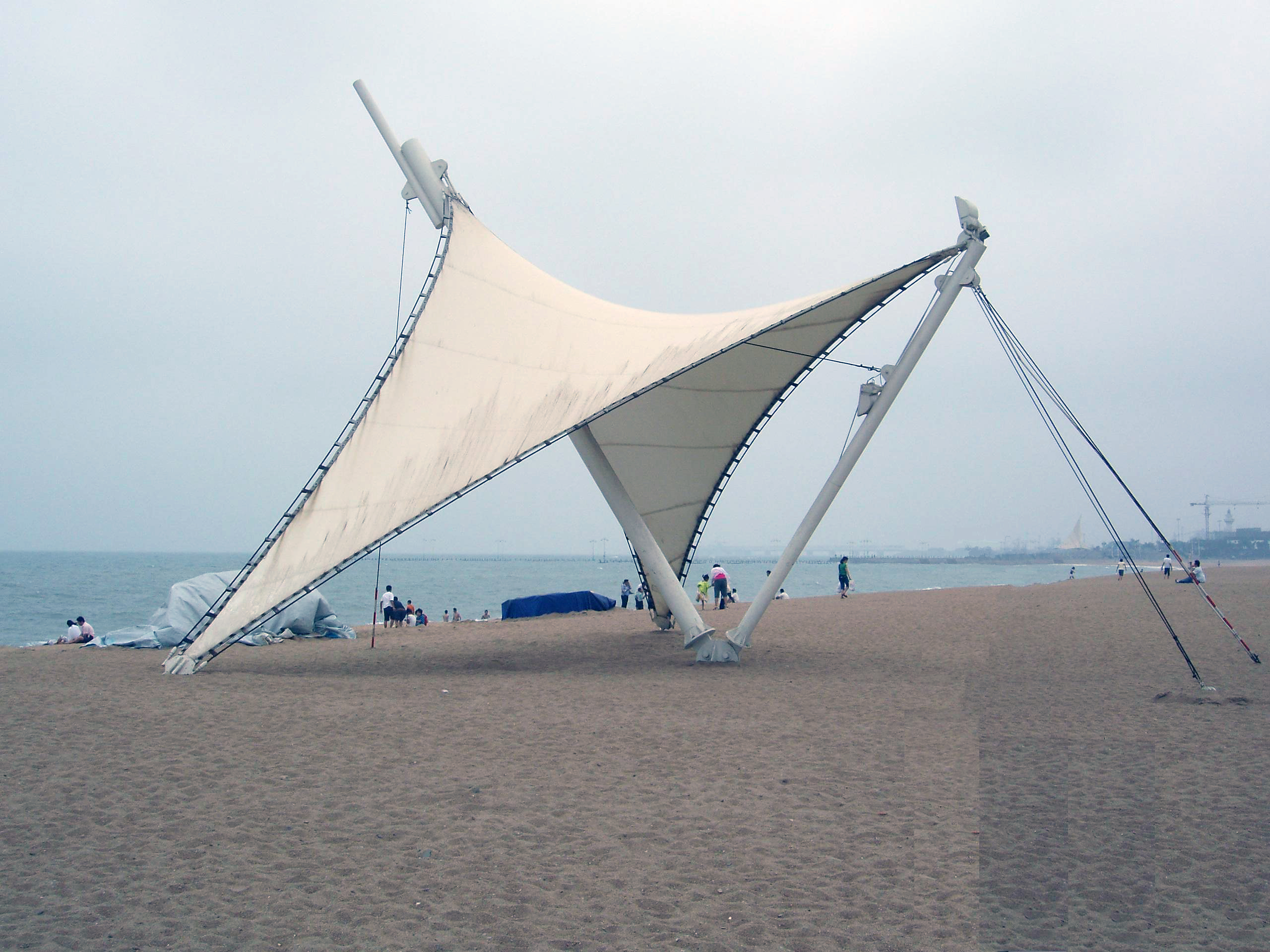
Sur la plage de Rizhao
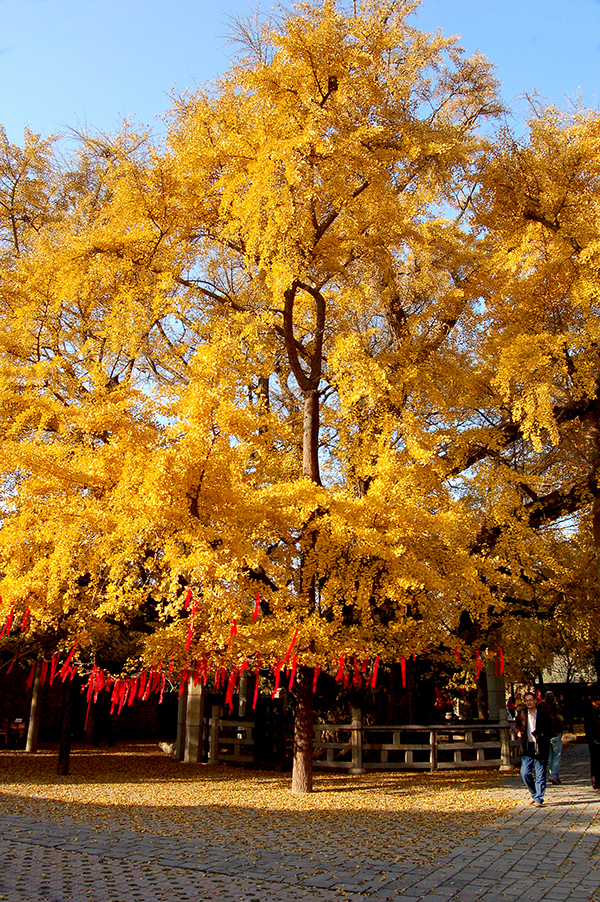
Fulaishan
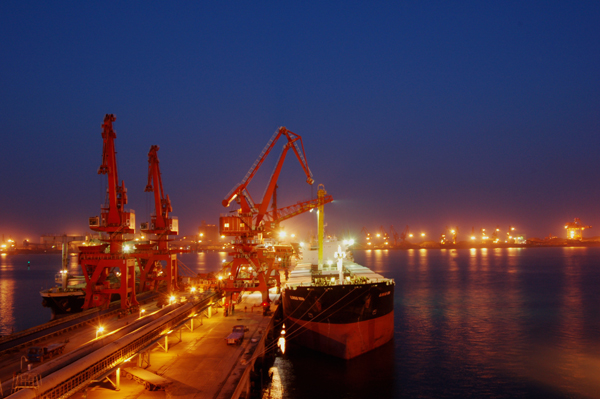
Port de Rizhao
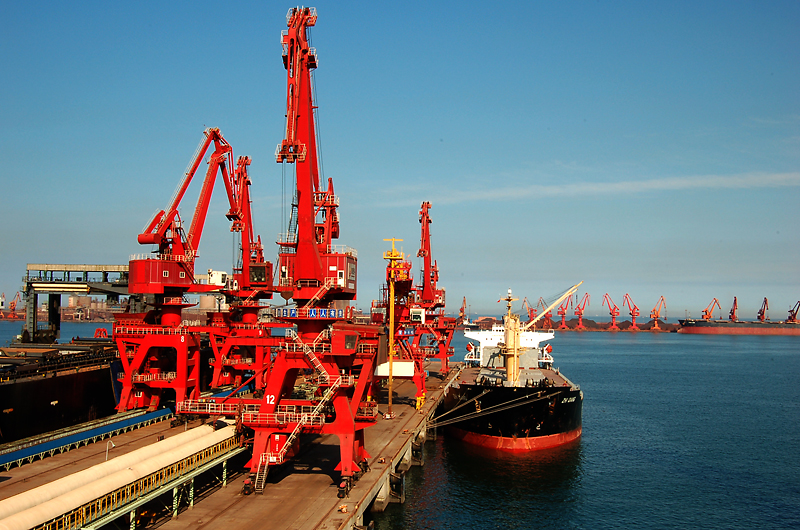
Port de Rizhao
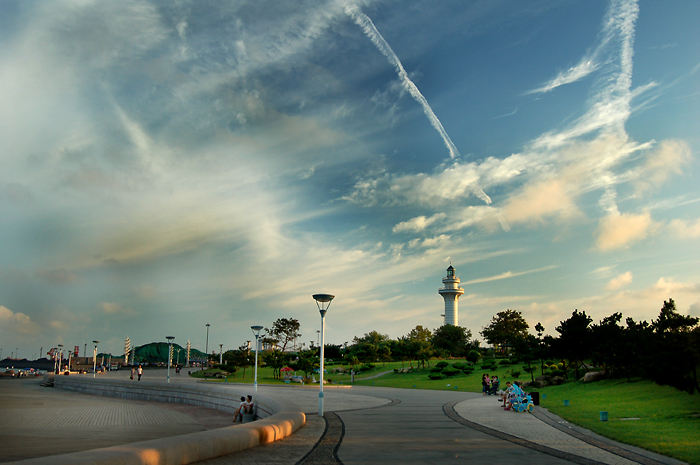
Phare de Dengta
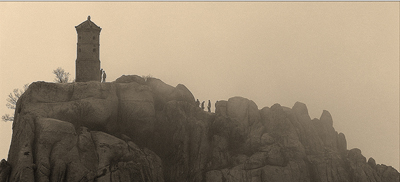
Montagne de Wulian